# Рачкова
Рачкова (пол. Raczkowa) — давнє українське село в Польщі, у гміні Сянік Сяноцького повіту Підкарпатського воєводства.
Населення — 347 осіб (2011).

## Історія
Село знаходилось у воєводствах Руському (до 1772), Львівському (до 1939). Розташоване на українській етнічній території Надсяння.
У 1880 році в селі було 72 будинки і 407 жителів (223 греко-католики, 177 римокатоликів і 8 юдеїв).
У 1900 році в селі мешкало 169 українців.
На 1 січня 1939 року в селі з 680 жителів було 60 українців, 610 поляків і 10 євреїв.
До 1945 року українці села належали до парафії Юрівці Сяніцького деканату УГКЦ. В парафію входили також села — Согорів Горішній, Согорів Долішній, Фаліївка, Попелі. В 1936 р. в селі були 63 греко-католики.
У 1975—1998 роках село належало до Кросненського воєводства.

## Демографія
Демографічна структура станом на 31 березня 2011 року:
|          | Загалом | Допрацездатний вік | Працездатний вік | Постпрацездатний вік |
| -------- | ------- | ------------------ | ---------------- | -------------------- |
| Чоловіки | 170     | 34                 | 117              | 19                   |
| Жінки    | 177     | 44                 | 89               | 44                   |
| Разом    | 347     | 78                 | 206              | 63                   |